# Afrobrianax scotti
Afrobrianax scotti is een keversoort uit de familie keikevers (Psephenidae). De wetenschappelijke naam van de soort werd in 1953 gepubliceerd door Maurice Pic.